# Pablo Pascual Moncayo
Pablo José Pascual Moncayo (n. en San Pedro de las Colonias, Coahuila el 14 de febrero de 1944, fallecido en la Ciudad de México en 1997) fue un economista y  político mexicano que se desempeñó como diputado federal en la LIII Legislatura del Congreso de la Unión de México de 1985 a 1988.

## Datos biográficos
Fue licenciado en economía por la Facultad de Economía de la Universidad Nacional Autónoma de México obteniendo su título en 1967. Fue profesor universitario tanto en su alma mater como en la Universidad Anáhuac y en el Instituto Politécnico Nacional.
Fue secretario de Relaciones del Sindicato de Profesores y Alumnos de la Universidad Nacional Autónoma de México (SPAUNAM) y luego del Sindicato de Trabajadores de la Universidad Nacional Autónoma de México (STUNAM). Fue también fundador de la revista Punto Crítico. Actuó como impulsor del acercamiento entre diversas corrientes de la izquierda mexicana, como en el caso de Tendencia Democrática de los Electricistas que encabezó Rafael Galván y el grupo fundador del Partido Socialista Unificado de México.
Fue diputado federal por la segunda circunscripción plurinominal de 1985 a 1988. Perteneció a las comisiones de Patrimonio y Fomento Industrial, Hacienda y Crédito Público y Gobernación y Puntos Constitucionales.
Falleció de cáncer en 1997 en la Ciudad de México.

## Obras
- La transición al capitalismo monopolista, UNAM
- Desarrollo, desigualdad y medio ambiente, coautoría con Vicente Arriaga y José Woldenberg, Instituto de Estudios para la Transición Democrática.
- Los sindicatos mexicanos ante el TLC, coautoría con Raúl Trejo Delarbre.